# Mathias Alten

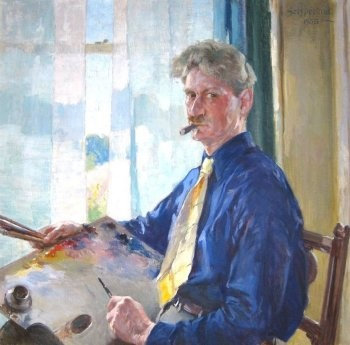
Mathias Alten, zelfportret

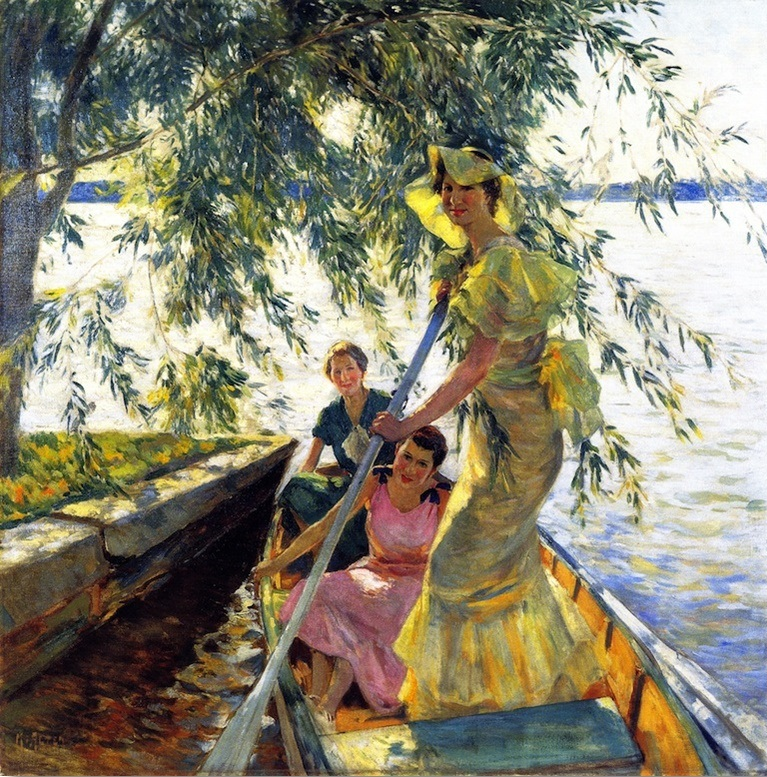
Drie vrouwen in een roeiboot

Mathias Joseph Alten (Gusenburg, 13 februari 1871 – Grand Rapids, 8 maart 1938) was een Amerikaans kunstschilder van Duitse herkomst. Hij wordt gerekend tot het Amerikaans impressionisme. In de periode 1910–1911 woonde en werkte hij in Nederland.

## Leven  en werk
Alten emigreerde in 1889 vanuit Duitsland naar Michigan in Amerika. Daar werd hij opgeleid tot decor- en plakkaatschilder, om kort daarna over te schakelen op de portretteerkunst. In 1899 keerde hij terug naar Europa en schreef zich in bij de Académie Julian in Parijs en later de Académie Colarossi. Hij reisde naar Italië en maakte een korte trip naar Nederland en België.
Na zijn terugkeer naar de Verenigde Staten legde Alten zich in toenemende mate toe op de landschapschilderkunst, in een door het impressionisme beïnvloedde stijl. Hij reisde veel door Amerika, schilderde een poosje bij de kunstenaarskolonie op Old Lyme en exposeerde op grote tentoonstellingen, waaronder de Pan-American Exposition in Buffalo en bij de National Academy en het Art Institute of Chicago.
In augustus 1910 vertrok Alten met zijn gezin naar Nederland, waar hij meer dan jaar lang zou wonen en werken. Hij vestigde zich uiteindelijk in Scheveningen en schilderde een groot aantal typisch Hollandse landschappen, vaak met mensen, molens, huizen en kanalen, maar vooral ook zee- en havengezichten. Zowel zijn stijl als onderwerpskeuze werd sterk beïnvloed door de schilders van de Haagse School, van wie hij met name Jacob Maris erg bewonderde.
Na zijn vertrek uit Nederland zou Alten altijd veel blijven reizen. Hij sloot zich meermaals aan bij kunstenaarskolonies, zoals in het Franse Étaples en opnieuw Old Lyme. In het begin van de jaren 1920 werkte hij lange periodes in Spanje, geïnspireerd door het werk van de Spaanse impressionist Joaquín Sorolla. In de laatste jaren van zijn leven werkte hij vooral in Amerika, aan de kusten van Florida en Californië, in Taos, maar vooral ook in Michigan, waar hij in 1938 overleed, 67 jaar oud.
Alten wordt gezien als een belangrijke exponent van het Amerikaans impressionisme. Zijn werk is te zien bij de Smithsonian American Art Museum te Washington D.C., het University of Michigan Museum of Art, het Detroit Institute of Arts en het Grand Rapids Art Museum. Veel van zijn schilderijen bevinden zich ook in privé-bezit.

## Hollandse schilderijen, 1910-1911

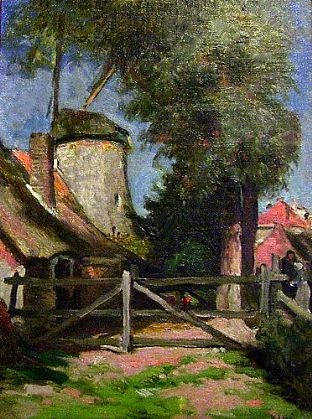
Windmolen
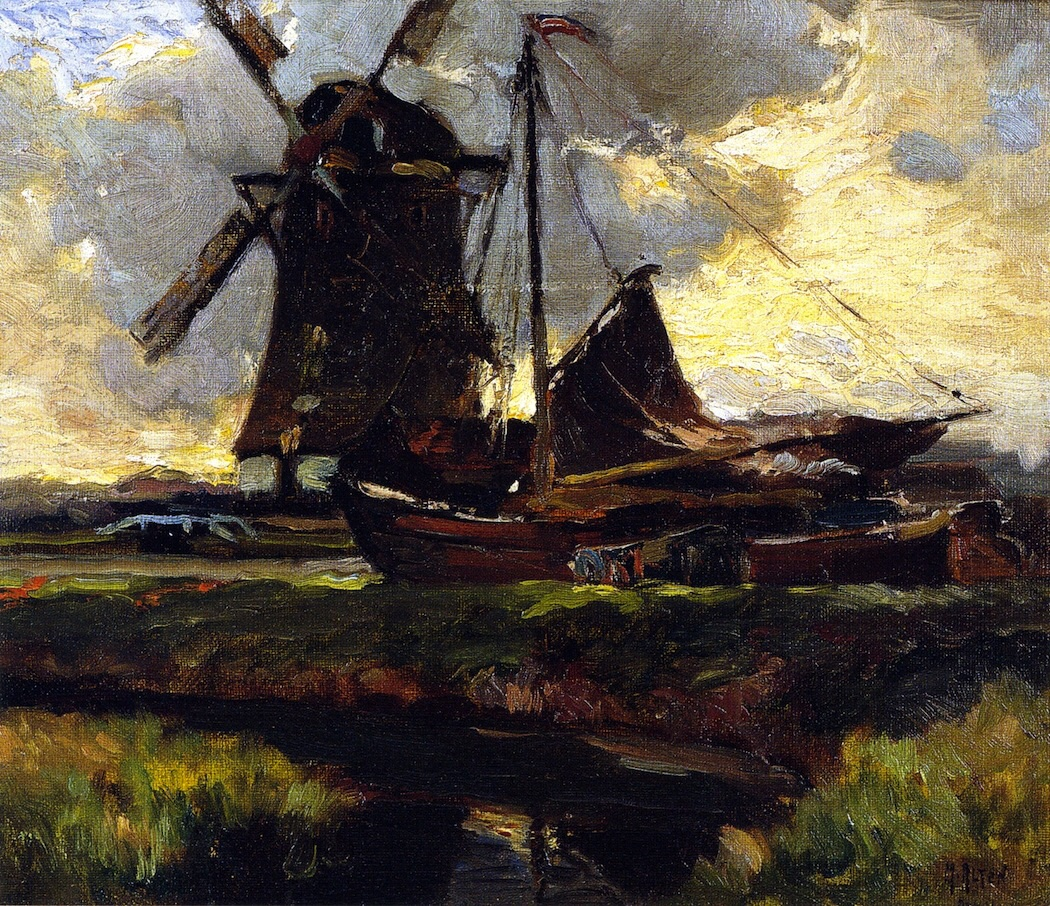
De windmolen
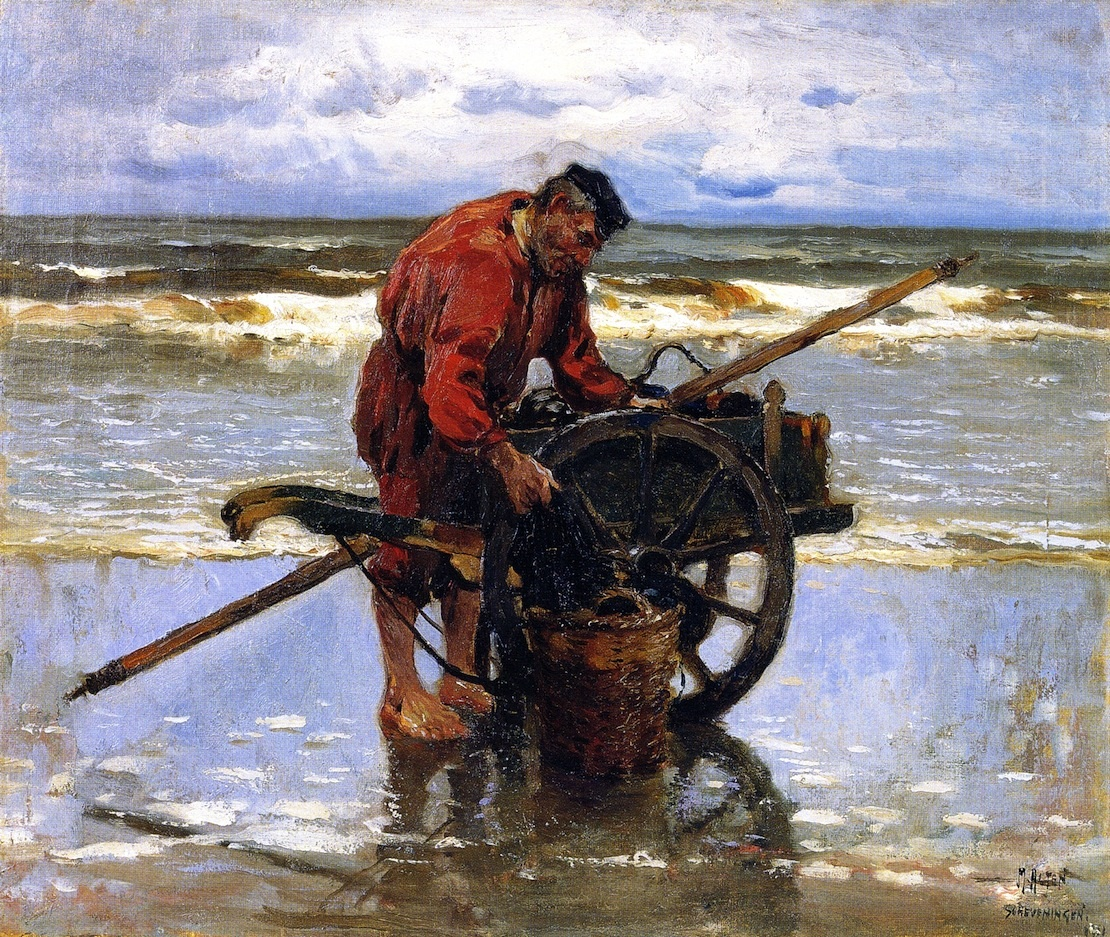
Garnalenvisser
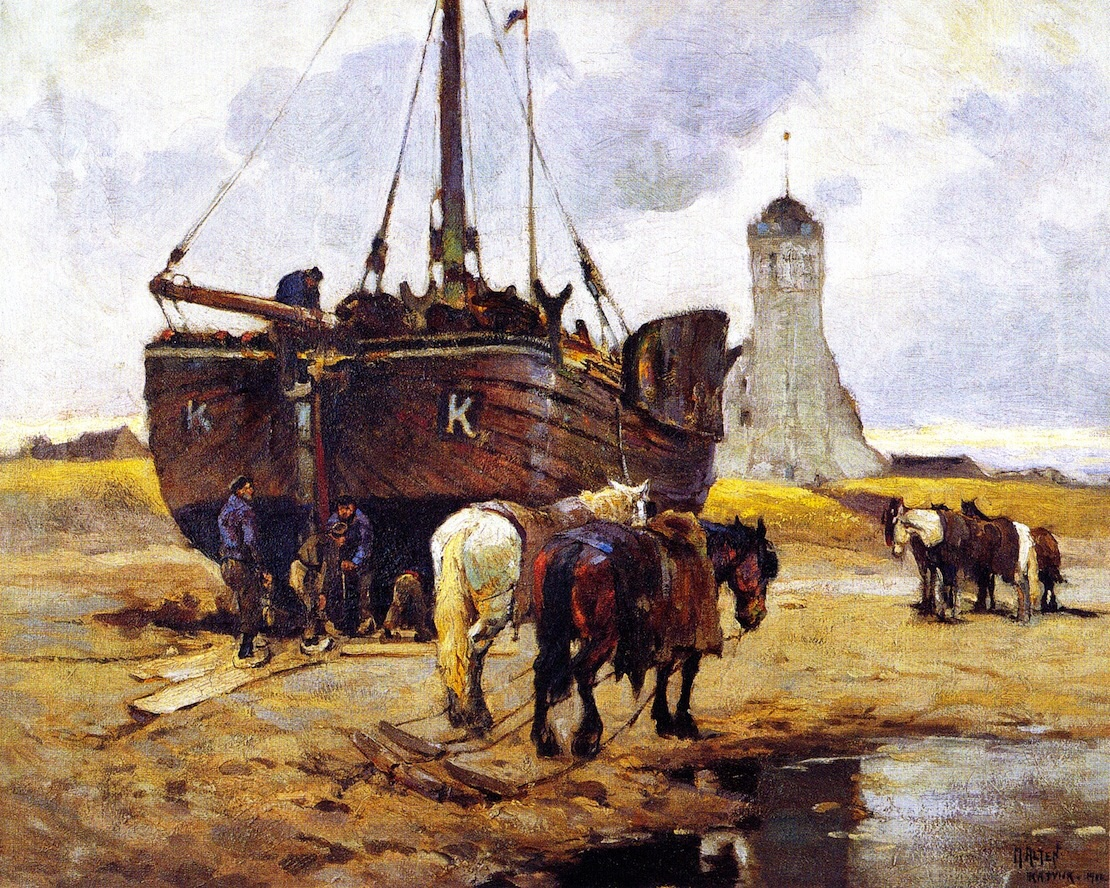
Op het strand in Katwijk
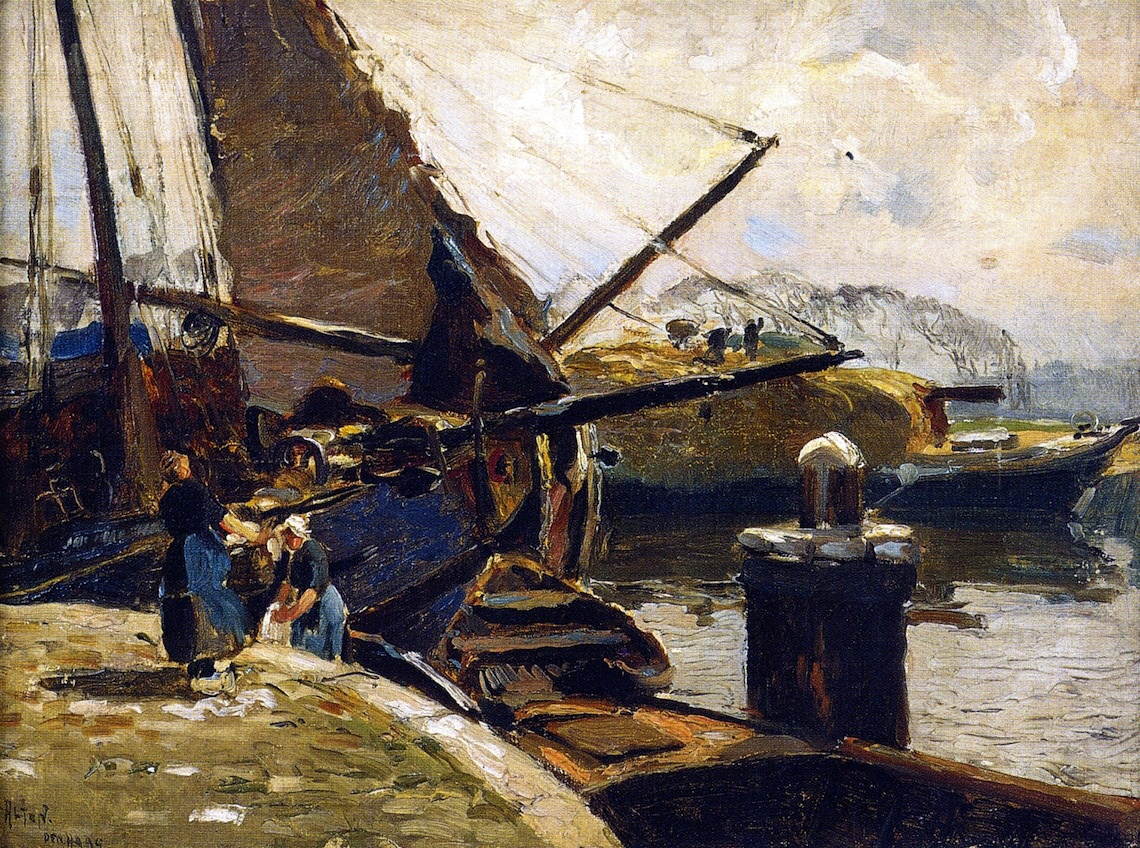
Haven bij Den Haag
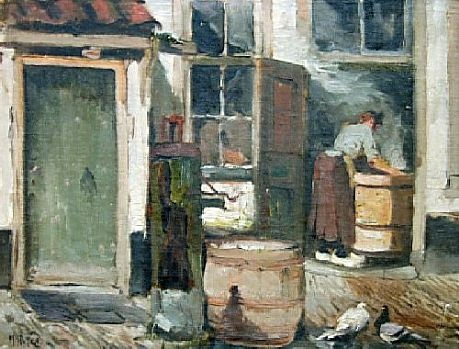
Oude wasvrouw
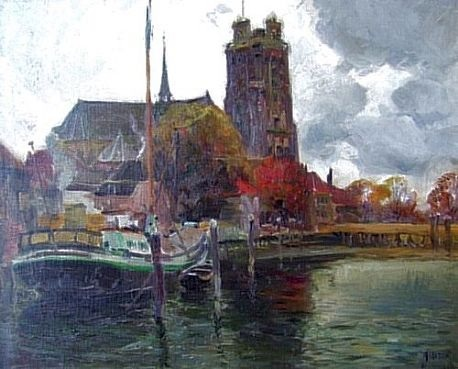
De grote kerk, Dordrecht
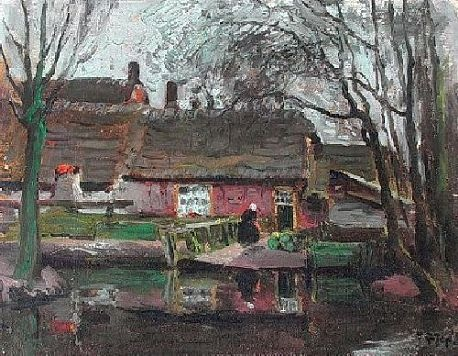
Oude Hollandse vrouw bij een kanaal
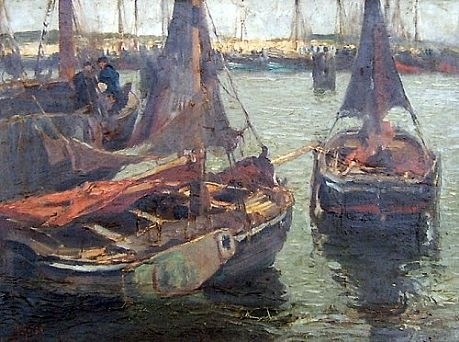
Scheveningse haven
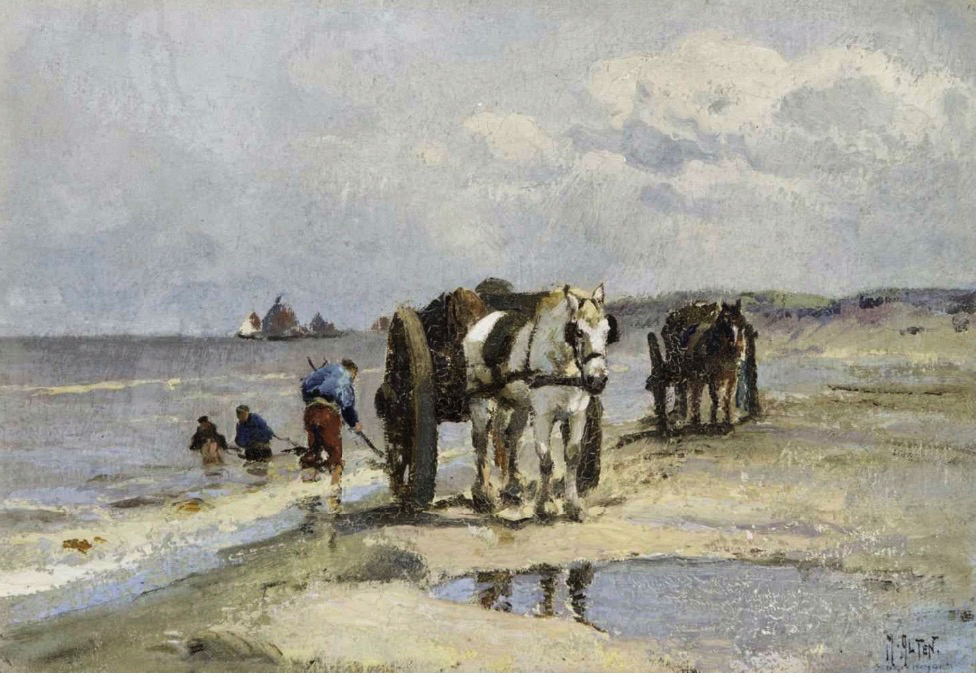
Mosselvissers, Scheveningen